# Piero Chiara
Pierino Angelo Carmelo Chiara, detto Piero (Luino, 23 marzo 1913 – Varese, 31 dicembre 1986), è stato uno scrittore italiano.
Esponente della terza generazione della linea lombarda, raggiunse tardivamente la notorietà, in età già matura; a dispetto di ciò, la sua produzione letteraria fu molto prolifica e di grande successo: le opere narrative pubblicate a partire dagli anni Sessanta raggiunsero tirature molto elevate, portandolo a vendere, nel giro di vent'anni, oltre 4 milioni di copie.

## Biografia

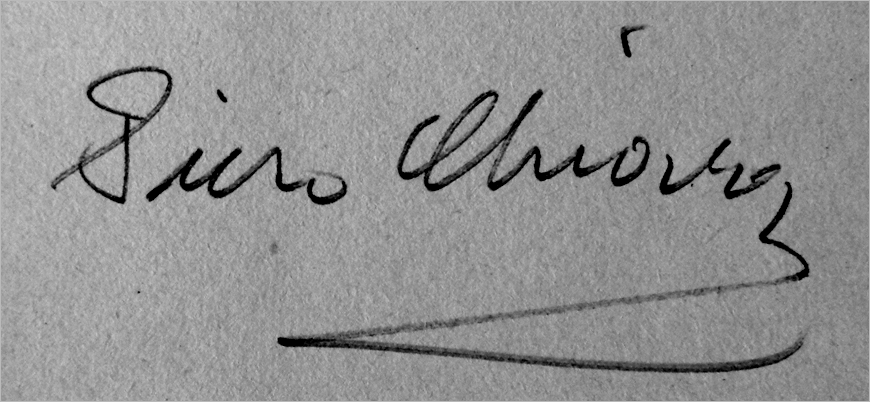
L'autografo di Piero Chiara

Piero Chiara nacque nel 1913 a Luino, cittadina lombarda sul lago Maggiore al confine con la Svizzera. Il padre Eugenio era di Resuttano, in Sicilia, e aveva trovato lavoro come doganiere; la madre, Virginia Maffei, proveniva da Comnago, centro della sponda piemontese, e gestiva con il fratello un negozio di ceste e ombrelli. Trascorse una giovinezza assai irrequieta, che si tradusse negli scarsi risultati scolastici: l'abitudine a marinare la scuola per bighellonare in campagna o al mercato gli valse la bocciatura in terza elementare. L'anno successivo venne promosso, ma gli fu preclusa la possibilità di frequentare la scuola pubblica e, di conseguenza, passò al collegio San Luigi di Verbania, ma in quinta i genitori lo trasferirono al collegio De Filippi di Arona.
Nuovamente bocciato in seconda ginnasio, fu spedito a fare il garzone da un fotografo. Fallito quest'ultimo, si iscrisse all'istituto Omar di Novara dove conseguì il diploma di perito meccanico. Tornò però a Luino e vi preparò da privatista gli esami per la licenza complementare, superandoli infine nel giugno 1929. Nel frattempo coltivava la passione per la letteratura, alternando il tempo libero fra le biblioteche e le palestre dove praticava il pugilato e la lotta per fortificare l'esile corporatura.
Dopo un periodo a Roma e a Napoli, emigrò in Francia, a Nizza e quindi a Parigi, dove svolse vari mestieri. Tornato in patria nel 1931, alla visita medica per la leva militare fu riformato a causa della forte miopia. Condusse il periodo successivo sostanzialmente in ozio, fra i caffè e le sale da gioco, soggiornando spesso a Milano, dove frequentava le sale di lettura della Ambrosiana e della biblioteca di Brera.

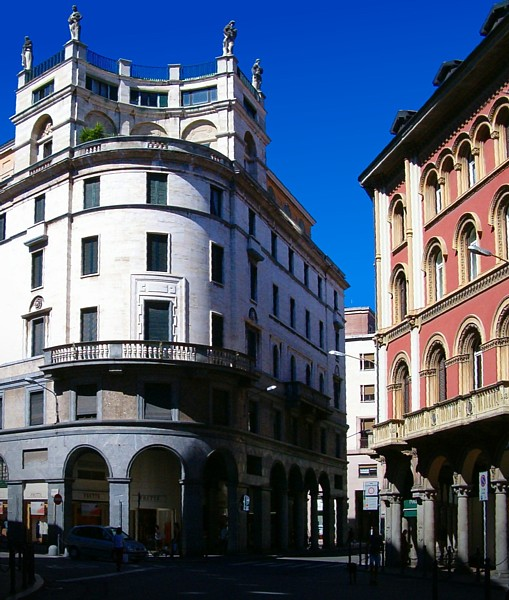
Palazzo Sciarini, nel centro di Varese, ove Piero Chiara ebbe per qualche tempo il suo studio, presso la sezione civica del Partito Liberale Italiano

Nell'ottobre 1932 vinse un concorso come aiutante di cancelleria e fu inviato alla pretura di Pontebba, in Val Canale. Venne quindi trasferito ad Aidussina, presso il confine con il Regno di Jugoslavia, ma la primavera successiva passò a Cividale del Friuli. Nella cittadina incontrò un ambiente più stimolante che lo portò a sviluppare una visione critica nei confronti del fascismo.
Dopo essere stato sorpreso con un'amante sul luogo di lavoro, trascorse un periodo di aspettativa sino alla primavera del 1934, quando fu mandato alla pretura di Varese. Anche qui perseguì i suoi interessi letterari, fortificando il proprio bagaglio culturale: lesse Baudelaire, Verlaine, Rimbaud, i romanzieri francesi e russi dell'Ottocento, ma anche Boccaccio e il Lazarillo de Tormes. Collaborò anche con alcuni periodici locali, pubblicando alcuni articoli di arte.
Nel frattempo, dopo una serie di avventure sentimentali, si innamorò di Jula Scherb, figlia di un importante medico di Zurigo. La coppia si sposò il 20 ottobre 1936 nella basilica di Sant'Ambrogio, stabilendosi quindi a Varese. Il matrimonio tuttavia andò presto in crisi e le incomprensioni non vennero appianate nemmeno dalla nascita del figlio Marco nel 1937, che trascorse i primi dieci anni di vita in un collegio svizzero, vedendo il padre solo sporadicamente; il rapporto tra i due resterà sempre altalenante.
Aspirando a un radicale cambiamento della sua esistenza, Chiara chiese e ottenne un visto per stabilirsi in Bolivia, ma lo scoppio della seconda guerra mondiale lo costrinse a rimanere in Italia.

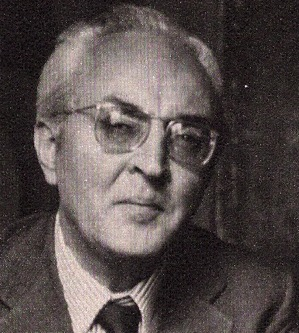
Piero Chiara nel 1971

Dopo la breve chiamata alle armi, nonostante il suo disinteresse per la politica, fu costretto a fuggire in Svizzera (1944) in seguito a un ordine di cattura emesso dal Tribunale Speciale Fascista per aver messo, il 25 luglio 1943 alla caduta del Fascismo, il busto di Mussolini nella gabbia degli imputati del tribunale in cui lavorava. In Svizzera visse in alcuni campi in cui venivano internati i rifugiati italiani. Finita la guerra, insegnò lettere al liceo italiano dello Zugerberg e l'anno dopo tornò in Italia. Inizia quindi un periodo di fervida inventiva e continua creatività. Nel 1955 conosce Mimma Buzzetti, di cui diventa dapprima convivente e poi marito nel 1974.
Nel 1962 con il romanzo Il piatto piange inaugura presso la casa editrice Mondadori la collana "Il Tornasole", diretta da Niccolò Gallo e Vittorio Sereni. Il romanzo otterrà un discreto successo al punto che nel 1964 ne verrà pubblicata un'edizione ampliata.
Nel 1970 Piero Chiara ha un ruolo di attore in Venga a prendere il caffè... da noi, film diretto da Alberto Lattuada e interpretato da Ugo Tognazzi, tratto dal suo romanzo del 1964 La spartizione, per il quale collabora anche alla sceneggiatura. Nello stesso anno prese parte sempre come attore allo sceneggiato Rai I giovedì della signora Giulia, anch'esso tratto dal suo omonimo romanzo (parzialmente modificato nel finale), interpretando la parte del pretore.
La sua carriera di scrittore culmina nel 1976 con il capolavoro La stanza del vescovo, campione di vendite e trasposto immediatamente in un film di grande successo diretto da Dino Risi e interpretato anch'esso da Ugo Tognazzi, insieme a Ornella Muti e Patrick Dewaere. Lo stesso Chiara, seppur sempre molto scettico nei riguardi delle versioni filmiche delle sue opere, vi appare come comparsa o recitando in piccole parti, per esempio come giudice del tribunale in Homo Eroticus e Sono stato io!.
Chiara fu altresì militante del Partito Liberale Italiano, arrivando fino alla vicesegreteria nazionale, e fu affiliato alla Massoneria nelle logge di Varese, Milano, Como e Laveno.
Colpito da una forma tumorale, muore il 31 dicembre 1986 nel suo appartamento di Varese; il 2 gennaio 1987, dopo una prima benedizione nella chiesa di Sant'Antonio alla Motta, la salma fu traslata alla chiesa di San Pietro in Campagna di Luino, ove si celebrò il funerale. Curiosamente lo stesso giorno si tennero le esequie laiche di Felice Fo, padre dell'attore e drammaturgo Dario Fo, sicché diversi astanti giunti per tributare l'ultimo saluto allo scrittore furono tratti in inganno e seguirono il suddetto corteo funebre, accorgendosi dell'errore solo dopo diversi minuti. Al termine del rito, Piero Chiara fu tumulato nel camposanto contiguo alla chiesa.
Nel suo testamento, Chiara nominò quale erede editoriale lo storico collaboratore Federico Roncoroni (1944-2021), incaricandolo di amministrare i diritti sulle sue opere e la curatela del proprio archivio privato, in parte custodito da Roncoroni stesso; la maggior parte del fondo risulta bensì suddivisa tra i Comuni di Varese (presso Villa Mirabello e la Biblioteca Civica) e Luino (presso Palazzo Verbania). Una parte d'eredità passò anche al figlio Marco, poi scomparso nel 2011.
Tre anni dopo la sua morte il Comune di Varese, con il benestare degli eredi, onorerà la sua memoria istituendo il Premio Chiara, un concorso letterario annuale rivolto a raccolte di racconti pubblicate in Italia e nella Svizzera italiana.

## Stile narrativo
(Piero Chiara, Lettera a Vittorio Sereni del 24 gennaio 1961)
La vena narrativa di Piero Chiara è imperniata su "piccole storie" perlopiù ambientate attorno al lago Maggiore (tra l'alta Lombardia, il Piemonte orientale e il Ticino svizzero) e focalizzate sulle piccolezze della vita di provincia, osservate e raccontate con arguzia, ironia e umorismo. I personaggi sono ugualmente "piccoli" abitanti di provincia, dalla piccola borghesia fino a soggetti più "ai margini" della società e della legge.
Essendo lui stesso amante del biliardo, delle carte e dell'ozio, nonché molto disinvolto e libertino nelle relazioni sentimentali, Chiara fu in parte autobiografico nella costruzione dei suoi personaggi. La costruzione delle storie è sempre ben congegnata, con eguale attenzione ai dettagli, dalla descrizione dei luoghi fino all'indagine psicologica dei personaggi, puntando a metterne in evidenza vizi e virtù.
Nella scelta degli argomenti, Chiara non lesinò temi anche "scabrosi" (l'omicidio, l'adulterio, l'ossessione erotica), ma senza scadere in volgarità o morbosità. Col tempo, soprattutto nelle opere più tarde, è riscontrabile anche una crescente nostalgia per il passato e l'impossibilità di tornarvi; parallelamente, come osservato anche da Alcide Paolini, la sua vena ironica si fece meno "graffiante".
La produzione letteraria di Chiara fu comunque ben più ampia e variegata rispetto alle sue opere di maggior circolazione, spaziando dalla poesia (la sua opera d'esordio, pubblicata durante l'esilio svizzero, fu proprio una raccolta di liriche) all'attività giornalistica (condotta sulle "terze pagine" di quotidiani e riviste in Italia e Svizzera italiana, dove pubblicò sia elzeviri, sia brevi storie), per arrivare a quella di biografo: fu in particolare tra i più eminenti studiosi della vita e delle opere dello scrittore e avventuriero Giacomo Casanova. Pubblicò molti scritti sull'argomento che raccolse poi nel libro Il vero Casanova (1977). Curò anche, per Mondadori, la prima edizione integrale, basata sul manoscritto originale, dell'opera autobiografica del Casanova: Histoire de ma vie. Scrisse anche la sceneggiatura dell'edizione televisiva (1980) dell'opera di Arthur Schnitzler Il ritorno di Casanova. Altrettanta attenzione fu dedicata a Gabriele D'Annunzio, di cui ugualmente scrisse una biografia. Fu infine anche traduttore, dando alle stampe una propria versione del Satyricon di Petronio Arbitro e, tra l'altro, adattando in italiano le poesie di Miguel Hernandez (che verranno pubblicate solo postume).

## Opere

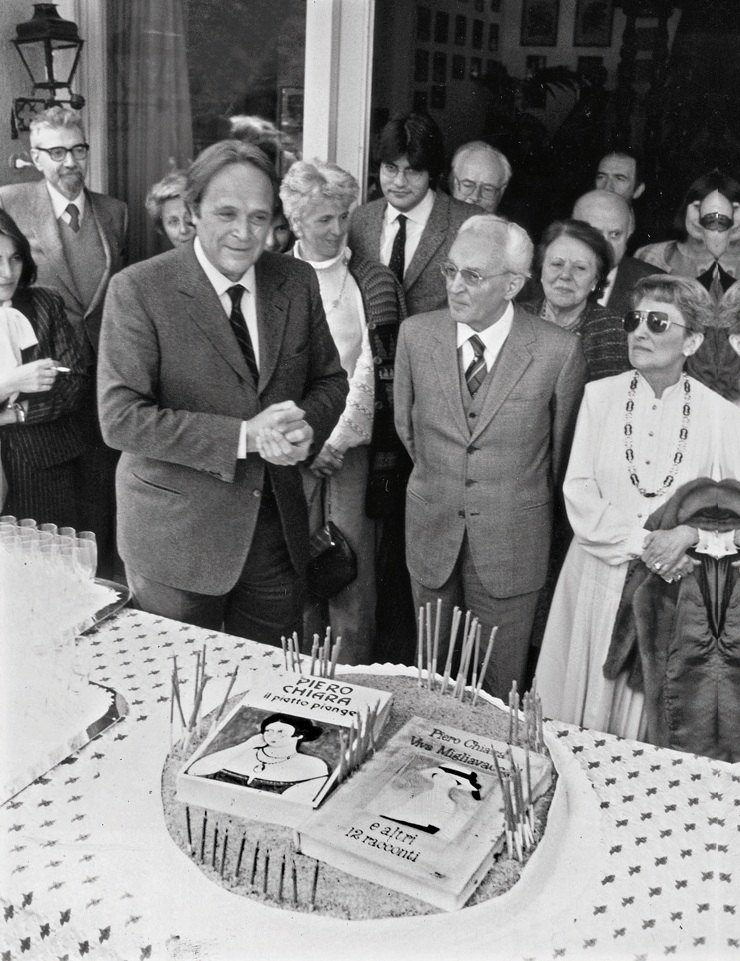
Lo scrittore (al centro) a un pranzo di gala offerto dall'editore Mondadori, con Mario Formenton e Mimma Mondadori. Sulla torta sono riprodotte le copertine di Il piatto piange e Viva Migliavacca! e altri 12 racconti.

### Romanzi
- Il piatto piange, Milano, A. Mondadori, 1962. [da cui fu tratto il film del 1974 Il piatto piange]
- La spartizione, Milano, A. Mondadori, 1964. Premio Selezione Campiello[20] [da cui fu tratto il film del 1970 Venga a prendere il caffè... da noi]
- Il balordo, Milano, A. Mondadori, 1967. [da cui fu tratto lo sceneggiato televisivo Rai del 1978 Il balordo]
- I giovedì della signora Giulia, Milano, A. Mondadori, 1970. [da cui fu tratto lo sceneggiato televisivo Rai del 1970 I giovedì della signora Giulia]
- Il pretore di Cuvio, Milano, A. Mondadori, 1973. [da cui fu tratto il film del 2014 Il pretore]
- La stanza del vescovo, Milano, A. Mondadori, 1976. Premio Napoli[21] [da cui fu tratto il film Rai del 1977 La stanza del vescovo]
- Il cappotto di astrakan, Milano, A. Mondadori, 1978. [da cui fu tratto il film del 1980 Il cappotto di astrakan]
- Una spina nel cuore, Milano, A. Mondadori, 1979. [dal quale fu tratto il film del 1986 Una spina nel cuore]
- Vedrò Singapore?, Milano, A. Mondadori, 1981.
- Saluti notturni dal Passo della Cisa, Milano, A. Mondadori, 1987, ISBN 88-04-29915-0.

### Racconti
- Itinerario svizzero, Lugano, Giornale del Popolo, 1950; Lugano, G. Casagrande, 1995.
- Dolore del tempo, Rebellato, Padova, 1959. [racconti e prose]
- Mi fo coraggio da me, Milano, Scheiwiller, 1963. [prose]
- Con la faccia per terra e altre storie, Firenze, Vallecchi, 1965; Milano, Mondadori, 1972.
- Ti sento, Giuditta, Milano, Scheiwiller, 1965.
- Il povero Turati, Verona, Sommaruga, 1966.
- I ladri, Milano, All'insegna del pesce d'oro, 1967.
- L'uovo al cianuro e altre storie, Milano, A. Mondadori, 1969.
- Un turco tra noi, Milano, All'insegna del pesce d'oro, 1970.
- "Ella, signor giudice...", Milano, Scheiwiller, 1971.
- Tre racconti, Milano, Mondadori, 1974. [contiene: Sotto la Sua mano, La Banca di Monate, Il giocatore Coduri]
- Le corna del diavolo e altri racconti, Milano, A. Mondadori, 1977.
- La macchina volante, Teramo, Lisciani & Zampetti, 1978.
- I re magi a Astano, Lugano, Mazzuconi, 1978.
- Ora ti conto un fatto, Milano, A. Mondadori, 1980.
- Le avventure di Pierino al mercato di Luino, Mondadori, Milano, 1980. [racconti per ragazzi]
- Helvetia salve!, Bellinzona, Casagrande, 1981.
- I popoli chi nato sia non sanno, Roma, Benincasa, 1981.
- Viva Migliavacca! e altri 12 racconti, Milano, A. Mondadori, 1982.
- L’arcipelago Malpaga, con 3 incisioni di Carlo Rapp, Verbania-Intra, Alberti Libraio Editore, 1982.
- Il banco degli asini, SEI, Torino, 1983. [racconti per ragazzi]
- 40 storie di Piero Chiara negli elzeviri del “Corriere”, Milano, Mondadori, 1983. [racconti e prose]
- L’italiano pettoruto, Genova, Pirella, 1986.
- Il capostazione di Casalino e altri 15 racconti, Milano, A. Mondadori, 1986.
- Dialogo di Natale, Roma, Benincasa, 1987.
- La povera Iride, Roma, Benincasa, 1987.
- Pierino, non farne più!, A. Mondadori, Milano, 1988. [racconti per ragazzi]
- Gli anni e i giorni, Pordenone, Studio Tesi, 1988, ISBN 88-7692-161-3. [racconti e prose]
- Di casa in casa, la vita. 30 racconti, Milano, A. Mondadori, 1988, ISBN 88-04-31211-4.
- Fatti e misfatti, Milano, A. Mondadori, 1988, ISBN 88-04-31754-X. [racconti per ragazzi]
- Tre racconti, Mondovì, Ij babi cheucc-Boetti, 1989.
- Il meglio dei racconti di Piero Chiara, Milano, A. Mondadori, 1989, ISBN 88-04-32619-0.
- Le avventure di Pierino, illustrazioni di Ferenc Pinter, Milano, A. Mondadori, 1990, ISBN 88-04-33858-X.
- Storie di Pierino, Milano, Juvenilia, 1994, ISBN 88-7249-164-9.
- Il bombardino del signor Camillo, Mondadori, Milano, 1994, ISBN 88-04-38390-9.
- Vigilia, Benincasa, Roma, 1995.
- Trench, Benincasa, Roma, 1996
- I luoghi, Studio Tesi, Pordenone, 1996, ISBN 88-7692-470-1. [racconti e prose]
- I preti, Nastro, Luino, 1997.
- Un bel viaggio, Avagliano, Cava dei Tirreni, 1997. [racconti e prose]
- Non partiremo mai, Nastro, Luino, 1998.
- Il falso fumatore, Benincasa, Roma, 1998.
- Il rispetto della legge, Staroffset, Cernusco sul Naviglio, 1999.
- Il verde della tua veste e altri racconti, Milano, SE, 2008.
- La scommessa, a cura di Federico Roncoroni, Nastro, Luino, 2016.
- Era mio padre quel Gesù bambino e altri racconti, a cura di Federico Roncoroni, Novara, Interlinea edizioni, 2012.
- Gli emigranti, a cura di Federico Roncoroni, Nastro, Luino, 2018.

### Raccolte complessive
- Tutti i romanzi, a cura di Mauro Novelli, Collezione I Meridiani, Milano, Mondadori, 2006.
- Racconti, a cura di Mauro Novelli, Collezione I Meridiani, Milano, Mondadori, 2007.

### Poesia
- Incantavi, Poschiavo, Tipografia del Grigione Italiano, 1945.
- Quarta generazione. La giovane poesia (1945-1954), a cura di e con Luciano Erba, Varese, Magenta, 1954.
- Dolore del tempo, Padova, Rebellato, 1959.
- Incantavi e altre poesie, a cura di Andrea Paganini, Prefazione di Mauro Novelli, L'ora d'oro, Poschiavo, 2013. [oltre alle 26 poesie della prima silloge, Incantavi, il volume contiene altre 47 liriche e 9 traduzioni poetiche, in gran parte inedite]

### Saggistica
- Il vero Casanova, Milano, Mursia, 1977.
- Vita di Gabriele D'Annunzio, Milano, A. Mondadori, 1978.
- Pontili e imbarcaderi del Lago Maggiore, incisioni a bulino di C. Rapp, Milano, Maestri, 1983.
- Il caso Leone. Una storia italiana, Milano, Sperling & Kupfer, 1985. ISBN 88-200-0467-4.
- Prato nella vita e nell'arte di Gabriele D'Annunzio, Prato, Edizioni del Palazzo, 1985.
- Sale e tabacchi. Appunti di varia umanità e di fortuite amenità scritti nottetempo da Piero Chiara, Milano, A. Mondadori, 1989. ISBN 88-04-32439-2.
- I miei amici artisti, a cura di F. Roncoroni, Varese, Nicolini, 1994.[racconti, prose, saggi]
- Elogio del vino, Cava dei Tirreni, Avagliano, 1995, ISBN 88-86081-28-6.
- I promessi sposi di Piero Chiara, Milano, A. Mondadori, 1996, ISBN 88-04-41901-6.
- I bei cornuti d’Antan e altri scritti del “Caffè”, a cura di F. Roncoroni, Luino, Nastro, 1996.
- Se non qui, dove? Il paesaggio di Varese, a cura di F. Roncoroni, Varese, Nicolini, 1997. [racconti e saggi]
- Quaderno di un tempo felice, a cura di Andrea Paganini, Aragno, Torino, 2008, ISBN 88-04-38390-9.
- Il divano occidentale e altri scritti per Cenobio (1959-1966), a cura di Pietro Montorfani, Lugano, Edizioni Cenobio, 2011.

### Curatele
- Giacomo Casanova, Storia della mia vita, ed. integrale tradotta dal manoscritto Brockhaus, VII voll., trad. di G. Buzzi, G. Arpino e V. Abrate, Mondadori, Milano, 1964-65; a cura di P. Chiara e Federico Roncoroni, III voll., Collezione I Meridiani, Milano, Mondadori, (I vol.) 1983, (II vol.) 1984, (III vol.) 1989.
- Proverbi erotici lombardi, raccolti da P. Chiara, a cura di Federico Roncoroni, Milano, ES, 2006.

### Traduzioni
- Géo Libbrecht, Comme on prie..., Come in sé si prega, testo orig. a fronte, trad. e introduzione di P. Chiara, Collana Orizzonti n.3, Siena, Maia, 1951.
- Luis de Góngora y Argote, Sonetti funebri, tradotti e presentati da P. Chiara, Milano, Scheiwiller, 1955; Milano, Ferriani, 1961; Sonetti funebri e altre composizioni, Collezione di poesia, Torino, Einaudi, 1970; Milano, SE, 1997.
- Petronio Arbitro, Il Satiricon di Petronio Arbitro nella versione di Piero Chiara, Collana Scrittori italiani e stranieri, Milano, Mondadori, settembre 1969; Milano, Club degli Editori, 1971; Collana I libri del punto esclamativo, Epoca !, 1980; Collana Oscar, Mondadori, febbraio 1980 - Introduzione di Federico Roncoroni, Collana Oscar Classici Greci e Latini, Mondadori, 1992-2016; Milano, Centauria, 2015-2016.
- Le lettere d’amore della monaca portoghese, trad., prefazione e note di P. Chiara, Milano, Ferriani, 1960.
- Giovanni Boccaccio, Il Decameron raccontato in 10 novelle, Milano, A. Mondadori, 1984.
- San Giovanni della Croce, In una notte oscura, traduzione e nota di P. Chiara, Roma, Benincasa, 1986.
- Miguel Hernández, La poesia è questione di cuore. Poesie di Miguel Hernández, a cura di Francesca Boldrini, Nota introduttiva di Federico Roncoroni, Varese, NEM, 2021, ISBN 978-88-88903-62-0.